# Hjörleifshöfði
Hjörleifshöfði ist ein 221 m hoher Inselberg im Süden von Island. Er besteht aus Palagonit.
Der Berg befindet sich auf dem Mýrdalssandur ca. 15 km östlich von Vík í Mýrdal.

## Name
Den Namen erhielt der Berg nach einem der ersten legendären Siedler, die im Landnahmebuch erwähnt werden.
Demnach war Hjörleifur Hróðmarsson ein Freund und Ziehbruder des ersten offiziellen Siedlers von Island, Ingólfur Arnarson. Er ließ sich bei Hjörleifshöfði gegen Ende des 9. Jahrhunderts nieder. Dort wurde er jedoch der Überlieferung nach von seinen Sklaven erschlagen. Die Sklaven flohen auf die Westmännerinseln, wo Ingólfur seinerseits Rache für seinen Freund nahm und sie erschlug.
Oben auf dem Berg befindet sich ein Hügel namens Hjörleifshaugur, in dem angeblich Hjörleifur begraben liegt.

## Geologie
Der Berg ist vulkanischen Ursprungs, war aber zur Zeit seiner Entstehung von Eis oder Meerwasser bedeckt, hat also eine ähnliche Vergangenheit wie auch der nahegelegene, größere Berg Hafursey. Anschließend war er eine von Meer umgebene Insel. Zur Zeit der Landnahme war er schon mit dem Festland verbunden, aber es führte noch immer ein Fjord an seiner Seite ins Land hinein, der zum Anlegen der Schiffe benutzt wurde.
Später erst schwemmten die Gletscherläufe, die mit den Ausbrüchen des Vulkans Katla im Mýrdalsjökull verbunden waren, derart viel Sand und Geröll an, dass er sich inzwischen nicht weit von der Küste, aber auf Festland befindet und der Fjord aufgefüllt wurde.
Eine Landzunge, Kötlutangi, führte nach den Ausbrüchen der Katla von 1918 so weit ins Meer hinaus, dass sie als südlichster Punkt Islands galt. Inzwischen hat das Meer sie aber soweit erodiert, dass dieser Titel wieder der Halbinsel Dyrhólaey zukommt.

## Bauernhof
Bis 1936 befand sich auf dem Berg ein Bauernhof gleichen Namens. Er war nach Ausbrüchen der Katla 1660 oder 1721 hinauf verlegt worden.
Der Hof galt als verhältnismäßig wohlhabend wegen der Nebeneinnahmen aus der Jagd auf Seevögel und dem Eiersammeln.